# جيليان لان
جيليان لان (بالإنجليزية: Jillian Lane)‏ هي نفسية بريطانية، ولدت في 9 مايو 1960، وتوفيت في 9 أكتوبر 2013 بسبب السكري.